# 東築線
東築線（日语：／ Tōchiku sen */?）是连接愛知縣名古屋市南區東港站和港區名電築港站的貨物铁路线，屬於名古屋臨海鐵道。
本線没有定期货运列车，而是供名古屋鐵道等名古屋地區的鐵路公司或出口到日本境外的列车進行車輛運送。此外，本線在名電築港站附近與名鐵築港線有平面交差。

## 路线数据
- 營運商：名古屋臨海鐵道（第一種鐵道事業）
- 路線長度：1.3km
- 軌距：1067mm
- 車站数：2站
- 複線區間：无（全線為单線鐵路）
- 電氣化區間：无（全線為非電氣化鐵路）
- 閉塞方式：單票閉塞

## 历史

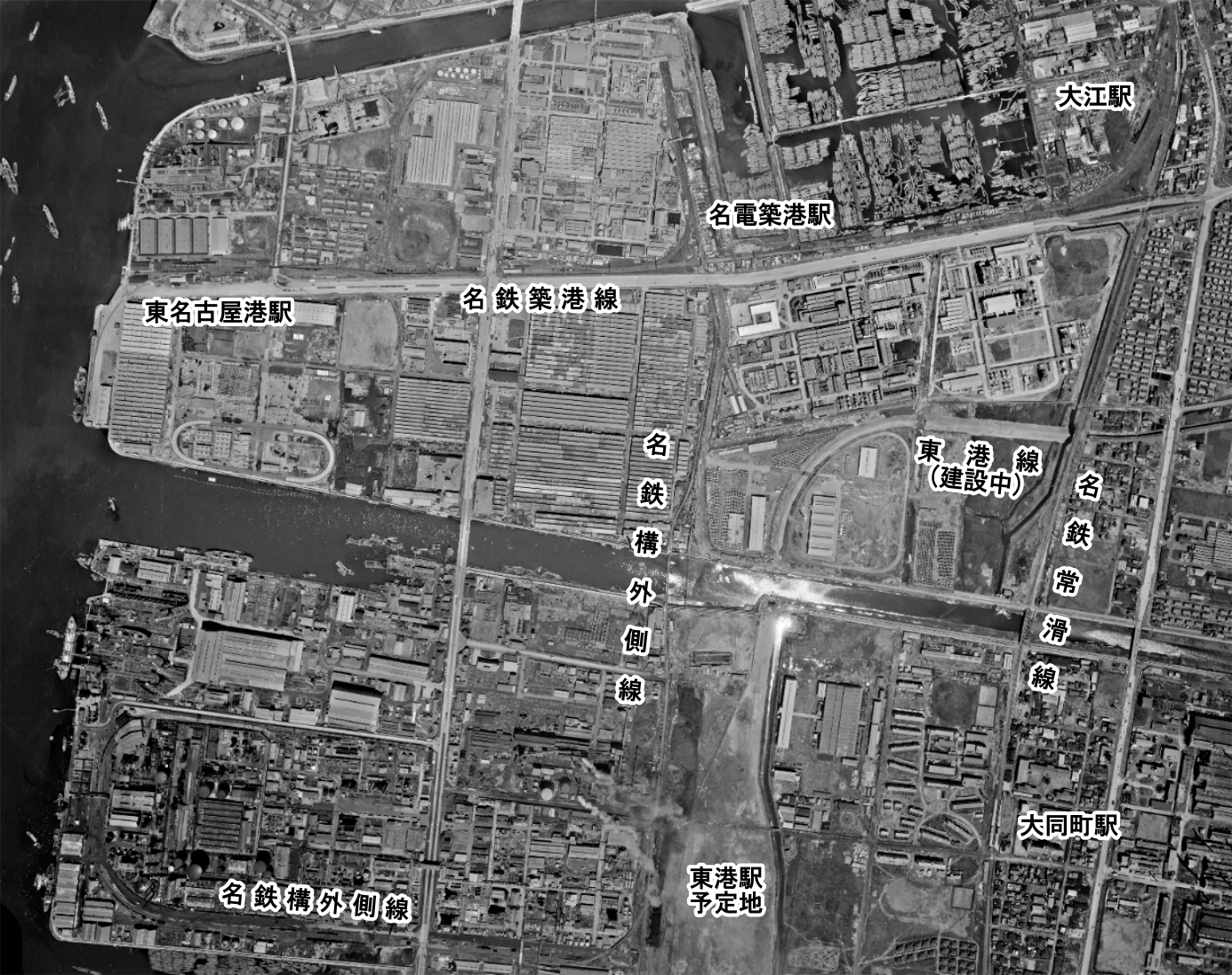
正在建設的東港線和既有的側線，東築線前身為名電築港站與東港站預定地之間的南北向線路。(1963年)

1960年代以前名古屋港東側的貨物依靠名古屋鐵道築港線和常滑線運送。本線前身便是築港线的側线，連接名古屋港東側的碼頭，由愛知縣持有，委託名古屋鐵道運營。由於1950年代常滑線客運量和名古屋港的貨運量均大幅增加，名鐵希望分離貨物運送。1960年國鐵、名鐵、名古屋港決定共同出資成立名古屋臨海鐵道，並新建貨運線路，負責名古屋港東側的貨物運輸。
1965年1月23日名古屋臨海鐵道成立，8月20日開通東港線，築港线的各條側线转让给名古屋临海铁道公司。 並將原本由名電築港站通往昭和町站的側線引入東港站，成為東港 - 名電築港的東築線，作為名鐵車輛運送的臨時線路。原本名古屋临海铁道計畫建設名鐵大江站 - 東港站的大江線，作為名鐵車輛運送的線路，但是由於地盤軟弱，與都市計畫道路衝突等問題，放棄計畫，1982年東築線升格為獨立路線，並作為名鐵車輛運送的線路至今。

## 车站列表
全線位於愛知縣名古屋市
| 站名     | 站名     | 站名          | 站間距離（公里） | 營業距離（公里） | 连接路线                        | 地点     | 地点 |
| 中文站名 | 日文站名 | 英文站名      | 站間距離（公里） | 營業距離（公里） | 连接路线                        | 地点     | 地点 |
| -------- | -------- | ------------- | ---------------- | ---------------- | ------------------------------- | -------- | ---- |
| 東港     |          | Tōkō          | 0.0              | 0.0              | 東港線 南港線 昭和町線 汐見町線 | 名古屋市 | 南區 |
| 名電築港 |          | Meiden-Chikkō | 1.3              | 1.3              | 名古屋鐵道：築港線              | 名古屋市 | 港區 |

### 網站
1. ↑  . www.meirintetu.co.jp.   [2022-07-02]. （原始内容存档于2022-05-18） （日语）.
2. ↑  . www.hotetu.net.   [2022-07-04]. （原始内容存档于2021-06-21）.
3. ↑  . 名古屋鉄道.   [2018-08-23]. （原始内容存档于2016-05-08）.
4. ↑  .   [2018-08-23].[]

### 書籍
- 名古屋臨海鉄道（編）. . 名古屋臨海鉄道. 1969.
- 名古屋臨海鉄道（編）. . 名古屋臨海鉄道. 1981.
- 名古屋臨海鉄道（編）. . 名古屋臨海鉄道. 1990.
- 岩堀春夫. . ないねん出版. 2003. ISBN 4931374417.